# Permi határterület
A Permi határterület (oroszul Пермский край) az Oroszországi Föderáció tagja. Székhelye Perm. 2010-ben népessége 2 635 849 fő volt. Területe 160 236 km². 
Határos Komifölddel, a Kirovi területtel, Udmurtfölddel, Baskírfölddel és a Szverdlovszki területtel.

## Történelem
A Permi határterület 2005 december 1-jén jött létre, miután egy népszavazáson a Permi terület és a Komi-Permják Autonóm Körzet egyesítéséről határoztak.

## Népesség
A határterület lakossága folyamatosan csökken. 1989-ben 3 091 481, 2002-ben 2 819 421, 2010-ben 2 635 276 lakosa volt. 2010-ben a lakosság döntő többsége orosz volt (2 191 423 fő (83,16%)). Nagyobb népcsoportok: tatárok (115 544 fő (4,38%)), komi-permjákok (81 084 fő (3,08%)), baskírok (32 730 fő (1,24%)), udmurtok (20 819 fő (0,79%) stb.

## Városok
- Perm, a határterület fővárosa
- Bereznyiki
- Kudimkar
- Kungur
- Szolikamszk

## Járások
A közigazgatási járások neve, székhelye és 2010. évi népességszáma az alábbi:
| Magyar név                | Orosz név              | Székhely          | Lélekszám |
| ------------------------- | ---------------------- | ----------------- | --------- |
| Bardai járás              | Бардымский район       | Barda             | 25 538    |
| Berjozovkai járás         | Березовский район      | Berjozovka        | 17 042    |
| Bolsaja Szosznova-i járás | Большесосновский район | Bolsaja Szosznova | 13 215    |
| Csasztijei járás          | Частинский район       | Csasztije         | 12 817    |
| Cserdinyi járás           | Чердынский район       | Cserdiny          | 24 568    |
| Csernuskai járás          | Чернушинский район     | Csernuska         | 50 593    |
| Gornozavodszki járás      | Горнозаводский район   | Gornozavodszk     | 26 044    |
| Iljinszkiji járás         | Ильинский район        | Iljinszkij        | 19 634    |
| Jelovói járás             | Еловский район         | Jelovo            | 10 743    |
| Karagaji járás            | Карагайский район      | Karagaj           | 22 875    |
| Kisertyi járás            | Кишертский район       | Uszty-Kiserty     | 12 777    |
| Krasznoviserszki járás    | Красновишерский район  | Krasznoviserszk   | 22 554    |
| Kujedai járás             | Куединский район       | Kujeda            | 26 952    |
| Kunguri járás             | Кунгурский район       | Kungur            | 42 450    |
| Nitvai járás              | Нытвенский район       | Nitva             | 43 812    |
| Ocsori járás              | Очёрский район         | Ocsor             | 22 828    |
| Ohanszki járás            | Оханский район         | Ohanszk           | 16 272    |
| Oktyabrszkiji járás       | Октябрьский район      | Oktyabrszkij      | 30 441    |
| Ordai járás               | Ординский район        | Orda              | 15 605    |
| Oszai járás               | Осинский район         | Osza              | 29 513    |
| Permi járás               | Пермский район         | Perm              | 103 444   |
| Szivai járás              | Сивинский район        | Sziva             | 14 843    |
| Szolikamszki járás        | Соликамский район      | Szolikamszk       | 17 165    |
| Szukszuni járás           | Суксунский район       | Szukszun          | 20 099    |
| Uinszkojei járás          | Уинский район          | Uinszkoje         | 11 440    |
| Uszoljei járás            | Усольский район        | Uszolje           | 14 232    |
| Verescsaginói járás       | Верещагинский район    | Verescsagino      | 41 379    |

A Permi határterületbe 2005-ben beolvadt egykori Komi-permják autonóm körzet területén hat járás található:
| Magyar név      | Orosz név          | Székhely | Lélekszám |
| --------------- | ------------------ | -------- | --------- |
| Gajni járás     | Гайнский район     | Gajni    | 13 802    |
| Jurlai járás    | Юрлинский район    | Jurla    | 9 609     |
| Juszvai járás   | Юсьвинский район   | Juszva   | 19 558    |
| Kocsovói járás  | Кочёвский район    | Kocsovo  | 11 167    |
| Koszai járás    | Косинский район    | Kosza    | 7 246     |
| Kudimkari járás | Кудымкарский район | Kudimkar | 25 808    |

További kilenc önkormányzati járás működik olyan határterületi alárendeltségű városokban, melyekhez városi és falusi települések vannak beosztva, ezeknek tehát nem felelnek meg közigazgatási járások:
| Magyar név                           | Orosz név                           | Székhely        | Lélekszám |
| ------------------------------------ | ----------------------------------- | --------------- | --------- |
| Alekszandrovszki önkormányzati járás | Александровский муниципальный район | Alekszandrovszk | 31 477    |
| Csajkovszkiji önkormányzati járás    | Чайковский муниципальный район      | Csajkovszkij    | 103 849   |
| Csuszovoji önkormányzati járás       | Чусовской муниципальный район       | Csuszovoj       | 71 187    |
| Dobrjankai önkormányzati járás       | Добрянский муниципальный район      | Dobrjanka       | 57 010    |
| Gremjacsinszki önkormányzati járás   | Гремячинский муниципальный район    | Gremjacsinszk   | 13 953    |
| Gubahai önkormányzati járás          | Губахинский муниципальный район     | Gubaha          | 38 996    |
| Kizeli önkormányzati járás           | Кизеловский муниципальный район     | Kizel           | 25 065    |
| Krasznokamszki önkormányzati járás   | Краснокамский муниципальный район   | Krasznokamszk   | 70 272    |
| Liszvai önkormányzati járás          | Лысьвенский муниципальный район     | Liszva          | 78 190    |

## Politikai vezetés
A Permi határterület élén a kormányzó áll:
- Oleg Anatoljevics Csirkunov: 2005–2012. április vége.
- Viktor Fjodorovics Baszargin: 2012. május – 2017. február 6.
- Makszim Gennagyjevics Resetnyikov: 
  - 2017. február 6-tól – a kormányzói feladatokat ideiglenesen ellátó megbízott
  - 2017. szeptember 18-tól – 2020. január 21-ig kormányzó.[2] Hivatali idejének lejárta előtt távozott, mivel kinevezték a föderációs kormány gazdasági fejlesztési minisztériuma élére.
- Dmitrij Nyikolajevics Mahonyin: 2020. február 6. – Putyin elnök rendeletével a kormányzói feladatokat ideiglenesen ellátó megbízott. Megbízatása a szeptemberben esedékes kormányzói választásig szól.[3]